# 建國起義紀念碑
建國起義紀念碑位於重慶市桂花園，文物遺址年代判定為1912年。1962年2月18日列為重慶市第一批文物古蹟保護單位。
重慶府中學建國起義紀念碑。原位於重慶市中區桂花園、現教師進修學院內左側黃葛樹下，外形象一座字庫塔，成三級四方 塔形，高約三米。據《巴縣誌》朱之洪撰《重慶中學建國起義紀念碑記》說：「自成渝合併後，議立碑紀念，屏請榮縣趙先生熙 大書深刻一於府中學曰：『蜀中起義紀念碑』，一於朝天觀曰： 『蜀中光復紀念碑』，一於都督府曰：『蜀軍成立紀念碑』。……府中學堂舊校即城北東川書院，移至近郊。擬勒石題名，傳之方來」。詢之街坊故老，當年朝天觀、商業場（原蜀軍都督府故址）等地，並無紀念碑存在。可知當時建碑的擬議，未能實現，只有在重慶府中學舊址-桂花園，建立過一座小型紀念碑，碑上確有趙熙書撰的銘文。不幸，此碑在十年浩劫中被人拆毀。